# Gorro de ducha

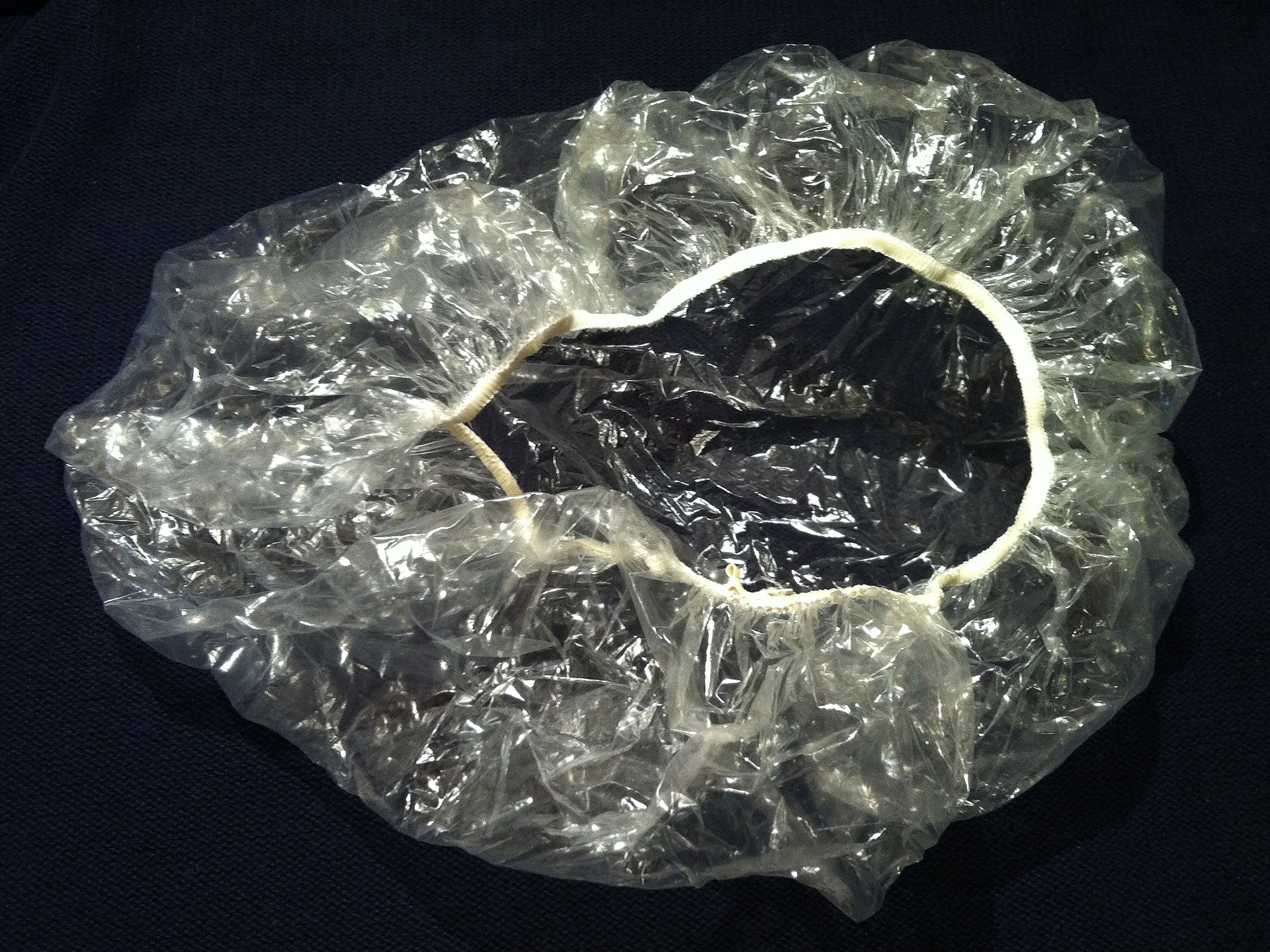
gorro de ducha

Un gorro de ducha es un gorro impermeable destinado a proteger el cabello del agua durante la ducha. 
Los gorros de ducha son cubiertas de plástico ligero dentro de los cuales se introduce el cabello. Suelen estar hechos de polietileno, poliéster o un material sintético similar. Pueden tener una o varias capas, siendo los más ligeros, habitualmente desechables. Todos disponen de una goma elástica en todo su perímetro para ajustarlo a la cabeza y evitar que salga el cabello. 
Su estructura es lo suficientemente holgada y abullonada como para permitir introducir una melena o en su interior sin que se desprenda. 
Aunque los gorros están diseñados para usarlos de un modo práctico, también constituyeon parte de una moda, sobre todo, desde, los años 70 a los años 90.